# Little Wing
Little Wing är en låt skriven av Jimi Hendrix 1967 och är med på hans album Axis: Bold as Love. Låten innehåller ett av världens mest kända gitarrintron som många gitarrmusiker har plagierat.

## Band och musiker som gjort sin version av låten
- Stevie Ray Vaughan
- Toto
- Sting
- Derek and the Dominos
- Pearl Jam
- Metallica
- Steve Vai
- Screaming Headless Torsos
- Pantera
- Skid Row
- El Grupo
- The Corrs
- Eric Clapton